# Parapsammophila
Parapsammophila Taschenberg, 1869 è un genere di insetti apoidei appartenente alla famiglia Sphecidae.

## Tassonomia
Il genere è formato da 46 specie:
- Parapsammophila algira (Kohl, 1901)
- Parapsammophila bakeri (Rohwer, 1922)
- Parapsammophila carinata Guichard, 1988
- Parapsammophila caroli (Pérez, 1906)
- Parapsammophila caspica (Gussakovskij, 1930)
- Parapsammophila consobrina (Arnold, 1928)
- Parapsammophila cyanipennis (Lepeletier de Saint Fargeau, 1845)
- Parapsammophila dolichostoma (Kohl, 1901)
- Parapsammophila eremophila (R. Turner, 1910)
- Parapsammophila errabunda (Kohl, 1901)
- Parapsammophila erythrocephala (Fabricius, 1781)
- Parapsammophila foleyi (de Beaumont, 1956)
- Parapsammophila funerea (Nurse, 1903)
- Parapsammophila herero (Arnold, 1928)
- Parapsammophila lateritia Taschenberg, 1869
- Parapsammophila litigiosa (Kohl, 1901)
- Parapsammophila ludovicus (F. Smith, 1856)
- Parapsammophila ponderosa (Gerstaecker, 1871)
- Parapsammophila testaceipes (R. Turner, 1918)
- Parapsammophila turanica F. Morawitz, 1890
- Parapsammophila unguicularis (Kohl, 1901)